# Plato (Adelsgeschlecht)

Wappen derer von Plato

Plato (auch Plote oder Plate) ist der Name eines alten hannoverischen Adelsgeschlechtes, das dem Lüneburger Uradel des Wendlandes entstammt. Als Stammhaus des Geschlechtes Plato wird das zum oberen Gut Grabau (heute Grabow, Ortsteil von Lüchow) gehörende Vorwerk Plate (an der Jeetzel) angenommen. Zweige der Familie bestehen bis heute.
Das Geschlecht ist zu unterscheiden von dem märkischen Adelsgeschlecht von Platow, das auch ein anderes Wappen führt.

## Geschichte

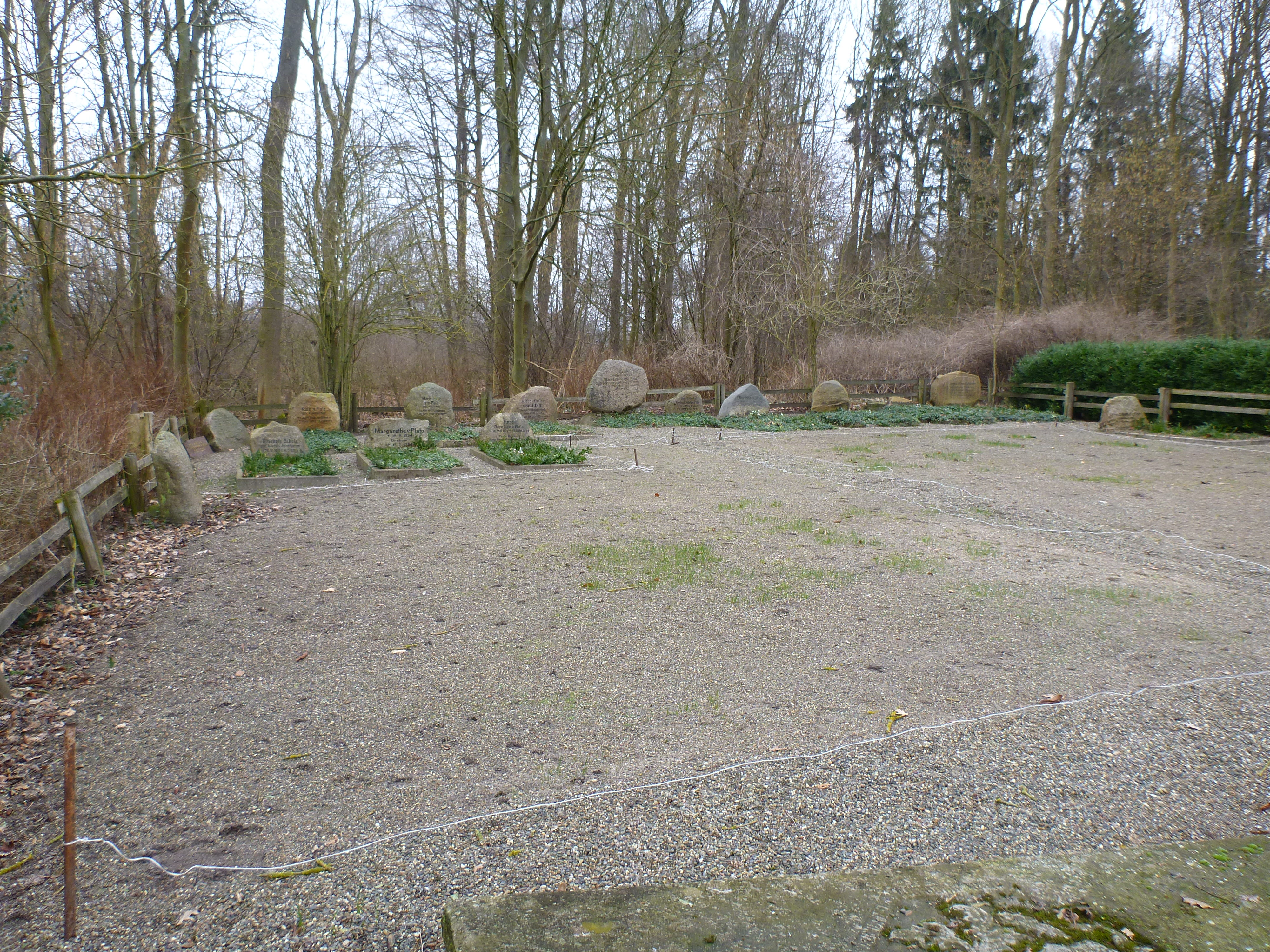
Friedhof der Familie Plato, nahe Grabow

Das Geschlecht erscheint erstmals 1264 urkundlich mit dem Ritter Rabodo de Plotho, mit dem auch die Stammreihe beginnt. Im Jahr 1466 erhielten die vier Brüder beziehungsweise Vettern Pardam, Rabode, Hans und Gevered von Plato von Herzog Otto von Braunschweig und Lüneburg die Erlaubnis die Burg Grabow nahe dem gleichnamigen Ort zu bauen. Von der Burg ist heute nichts mehr erhalten, die Teilungserklärung der vier Erbauer enthielt Angaben über mehrere Gebäude auf dem Grundstück, wie das alte und das neue Haus, ein Backhaus sowie ein Haus mit Küche. Das Grundstück der ehemaligen Burg derer von Plato wird heute als Friedhof der Familie von Plato genutzt.

### Besitzungen
Der schon 1143 nachweisbare Besitz der Familie im Landkreis Lüchow-Dannenberg wurde 1702 in Obergut und Untergut Grabow geteilt. Das um 1700 erbaute Untergut wird von der Familie noch bewohnt, das Obergut mit seinem 1912 erbauten Herrenhaus wird heute als Schullandheim genutzt. Die Familie besaß noch zwei weitere Güter in Lüchow.

### Standeserhebung
Der Königlich württembergische Kammerherr und Hofmarschall Detlev von Plato wurde mit Diplom vom 29. Juli 1886 in den Württembergischen Freiherrnstand erhoben.

## Wappen
Das Stammwappen ist von Rot und Silber durch 1 ½ rechte Querspitzen gespalten. Auf dem Helm mit rot-silbernen Decken ein offener, rechts roter und links silberner Flug.

## Namensträger
- Alexander von Plato (* 1942), Historiker
- Anton Detlev von Plato, fürstlich-braunschweigischer Amts- und Schatzrat
- Detlev von Plato (1846–1917), königlich-württembergischer Kammerherr und Hofmarschall
- Anton Detlev von Plato (1910–2001), Generalleutnant der Bundeswehr
- Eberhard von Plato, bis 2016 Patronat der St.-Marien-Kirche in Plate, dann wechselt das Patronat an die Familie von Blottnitz